# اچ‌ام‌اس اوپال (۱۸۷۵)
اچ‌ام‌اس اوپال (۱۸۷۵) (به انگلیسی: HMS Opal (1875)) یک کشتی بود که طول آن ۲۲۰ فوت (۶۷ متر) بود. این کشتی در سال ۱۸۷۵ ساخته شد.